# Liste der längsten Tunnel in Deutschland
Die folgenden Listen zeigen die längsten Straßen- und Eisenbahntunnel in Deutschland.

## Straßentunnel
- Bei mehreren Röhren ist die längste Röhre für die angegebene Tunnellänge maßgebend
- Sofern ein Eröffnungstermin (Inbetriebnahme) durch Quellen belegt ist, wird hier nicht das Fertigstellungsjahr, sondern das Eröffnungsjahr genannt
- In der Spalte R ist angegeben, ob es sich um einen zweiröhrigen Tunnel handelt oder um einen einröhrigen (mit Gegenverkehr)

| #  | Tunnel                                           | Bundesland            | Länge (Meter) | Fertig- stellung / Eröffnung | R    | Strecken- verlauf |
| -- | ------------------------------------------------ | --------------------- | ------------- | ---------------------------- | ---- | ----------------- |
| 1  | Fehmarnbelttunnel (seit 2021 in Bau)             | Schleswig-Holstein    | 17.600        | 2029                         | zwei | A 1               |
| 2  | Rennsteigtunnel                                  | Thüringen             | 7.916         | 2003                         | zwei | A 71              |
| 3  | Tunnel Hirschhagen                               | Hessen                | 4.204         | 2022                         | zwei | A 44              |
| 4  | Kramertunnel (seit 2011 in Bau)                  | Bayern                | 3.609         | 2027                         | eine | B 23              |
| 5  | Neuer Elbtunnel                                  | Hamburg               | 3.325         | 1975                         | vier | A 7               |
| 6  | Tunnel Königshainer Berge                        | Sachsen               | 3.281         | 1999                         | zwei | A 4               |
| 7  | Jagdbergtunnel                                   | Thüringen             | 3.074         | 2014                         | zwei | A 4               |
| 8  | Tunnel Oberau                                    | Bayern                | 2.971         | 2022                         | zwei | B 2               |
| 9  | Tunnel Berg Bock                                 | Thüringen             | 2.738         | 2002                         | zwei | A 71              |
| 10 | Saukopftunnel                                    | Baden-Wü. / Hessen    | 2.715         | 1999                         | eine | B 38              |
| 11 | Michaelstunnel                                   | Baden-Württemberg     | 2.544         | 1989                         | eine | B 500             |
| 12 | Engelbergtunnel                                  | Baden-Württemberg     | 2.530         | 1999                         | zwei | A 81              |
| 13 | Tunnel Tiergarten Spreebogen (TTS)               | Berlin                | 2.392         | 2006                         | zwei | B 96              |
| 14 | Tunnel Farchant                                  | Bayern                | 2.390         | 2000                         | zwei | B 2               |
| 15 | Coschützer Tunnel                                | Sachsen               | 2.332         | 2004                         | zwei | A 17              |
| 16 | Heslacher Tunnel                                 | Baden-Württemberg     | 2.300         | 1991                         | eine | B 14              |
| 17 | Gmünder Einhorn-Tunnel                           | Baden-Württemberg     | 2.230         | 2013                         | eine | B 29              |
| 18 | Lärmschutzdeckel Altona (seit 2022 in Bau)       | Hamburg               | 2.230         | 2028                         | zwei | A 7               |
| 19 | Bad Godesberger Tunnel                           | Nordrhein-Westfalen   | 1.950         | 1999                         | zwei | B 9               |
| 20 | Wattkopftunnel                                   | Baden-Württemberg     | 1.950         | 1994                         | eine | L 562             |
| 21 | Aubinger Tunnel                                  | Bayern                | 1.935         | 2005                         | zwei | A 99              |
| 22 | Rheinufertunnel (Düsseldorf)                     | Nordrhein-Westfalen   | 1.928         | 1993                         | zwei | B 1               |
| 23 | Scheibengipfeltunnel                             | Baden-Württemberg     | 1.910         | 2017                         | eine | B 312             |
| 24 | Hornberg-Tunnel                                  | Baden-Württemberg     | 1.885         | 2006                         | eine | B 33              |
| 25 | Tunnel Starnberg (seit 2018 in Bau)              | Bayern                | 1.878         | 2033                         | eine | B 2               |
| 26 | Burgholztunnel                                   | Nordrhein-Westfalen   | 1.865         | 2006                         | zwei | L 418             |
| 27 | Kirchbergtunnel Schiltach                        | Baden-Württemberg     | 1.840         | 1991                         | eine | B 294             |
| 28 | Branichtunnel                                    | Baden-Württemberg     | 1.796         | 2016                         | eine | L 536             |
| 29 | Weserauentunnel                                  | Nordrhein-Westfalen   | 1.733         | 2002                         | zwei | B 61              |
| 30 | Tunnel Schmücke                                  | Thüringen             | 1.729         | 2008                         | zwei | A 71              |
| 31 | Heidkopftunnel                                   | Thür. / Niedersachsen | 1.724         | 2006                         | zwei | A 38              |
| 32 | Tunnel Boyneburg                                 | Hessen                | 1.714         | 2024                         | zwei | A 44              |
| 33 | Autobahntunnel Britz                             | Berlin                | 1.713         | 2000                         | zwei | A 100             |
| 34 | Meisterntunnel                                   | Baden-Württemberg     | 1.684         | 1997                         | eine | L 351             |
| 35 | Tunnel Holstein (seit 2024 in Bau)               | Hessen                | 1.647         | 2030                         | zwei | A 44              |
| 36 | Wesertunnel                                      | Niedersachsen         | 1.646         | 2003                         | zwei | B 437             |
| 37 | Tunnel Neuhof                                    | Hessen                | 1.610         | 2014                         | zwei | A 66              |
| 38 | Kappelbergtunnel                                 | Baden-Württemberg     | 1.585         | 1992                         | zwei | B 14              |
| 39 | Malbergtunnel                                    | Rheinland-Pfalz       | 1.540         | 2006                         | eine | B 260             |
| 40 | Luise-Kiesselbach-Tunnel                         | Bayern                | 1.530         | 2015                         | zwei | B 2R              |
| 41 | Tunnel Gernsbach                                 | Baden-Württemberg     | 1.527         | 1997                         | eine | B 462             |
| 42 | Richard-Strauss-Tunnel                           | Bayern                | 1.500         | 2010                         | zwei | B 2R              |
| 43 | Petueltunnel                                     | Bayern                | 1.473         | 2002                         | zwei | B 2R              |
| 44 | Hafenanbindungstunnel A 27                       | Bremen                | 1.471         | 2023                         | eine | Bremerhaven       |
| 45 | Josef-Deimer-Tunnel                              | Bayern                | 1.470         | 1999                         | eine | Landshut          |
| 46 | Böhämmertunnel Bad Bergzabern (seit 2020 in Bau) | Rheinland-Pfalz       | 1.440         | 2026                         | eine | B 427             |
| 47 | Bürgerwaldtunnel                                 | Baden-Württemberg     | 1.435         | 1997                         | eine | A 98              |
| 48 | Tunnel Wambel                                    | Nordrhein-Westfalen   | 1.420         | 1991                         | zwei | B 236             |
| 49 | Tunnel Küchen                                    | Hessen                | 1.372         | 2018                         | zwei | A 44              |
| 50 | Karoline-Luise-Tunnel                            | Baden-Württemberg     | 1.360         | 2022                         | zwei | B 10              |
| 51 | Arlinger Tunnel Pforzheim                        | Baden-Württemberg     | 1.348         | 2024                         | eine | B 463             |
| 52 | Tunnel Berghofen                                 | Nordrhein-Westfalen   | 1.310         | 2008                         | zwei | B 236             |
| 53 | Grenztunnel Füssen                               | Bayern                | 1.284         | 1999                         | eine | A 7               |
| 54 | Tunnel Nollinger Berg                            | Baden-Württemberg     | 1.268         | 2005                         | zwei | A 861             |
| 55 | Reutherbergtunnel                                | Baden-Württemberg     | 1.257         | 1993                         | eine | B 294             |
| 56 | Kappler Tunnel                                   | Baden-Württemberg     | 1.230         | 2002                         | zwei | B 31              |
| 57 | Feuerbacher Tunnel                               | Baden-Württemberg     | 1.200         | 1995                         | eine | B 295             |
| 58 | Ursulabergtunnel                                 | Baden-Württemberg     | 1.180         | 2003                         | eine | B 312             |
| 59 | Tunnel Döggingen                                 | Baden-Württemberg     | 1.170         | 1999                         | zwei | B 31              |
| 60 | Kappler Tunnel                                   | Baden-Württemberg     | 1.156         | 2002                         | zwei | B 31              |
| 61 | Pörzbergtunnel                                   | Thüringen             | 1.145         | 2010                         | eine | B 90              |
| 62 | Hugenwaldtunnel                                  | Baden-Württemberg     | 1.135         | 1985                         | eine | B 294             |
| 63 | Tunnel Eichelberg                                | Thüringen             | 1.123         | 2005                         | zwei | A 71              |
| 64 | Wesertunnel Bremen (seit 2019 in Bau)            | Bremen                | 1.095         | 2029                         | zwei | A 281             |
| 65 | Riederwaldtunnel (seit 2025 in Bau)              | Hessen                | 1.095         | 2033                         | zwei | A 66              |
| 66 | Sommerbergtunnel Hausach                         | Baden-Württemberg     | 1.085         | 1995                         | eine | B 33              |
| 67 | Tunnel Leutenbach                                | Baden-Württemberg     | 1.080         | 2009                         | zwei | B 14              |
| 68 | Lohbergtunnel                                    | Hessen                | 1.080         | 2007                         | eine | B 426             |
| 69 | Flughafentunnel (Düsseldorf)                     | Nordrhein-Westfalen   | 1.070         | 1992                         | zwei | A 44              |
| 70 | Dölzschener Tunnel                               | Sachsen               | 1.070         | 2004                         | zwei | A 17              |
| 71 | Rosensteintunnel                                 | Baden-Württemberg     | 1.060         | 2021                         | zwei | B 10              |
| 72 | Tunnel Hochwald                                  | Thüringen             | 1.056         | 2003                         | zwei | A 71              |
| 73 | Staufertunnel Annweiler am Trifels               | Rheinland-Pfalz       | 1.038         | 1997                         | eine | B 10              |
| 74 | Allacher Tunnel                                  | Bayern                | 1.030         | 1998                         | zwei | A 99              |
| 75 | Universitätstunnel Düsseldorf                    | Nordrhein-Westfalen   | 1.026         | 1983                         | zwei | A 46              |
| 76 | Stadttunnel Fellbach                             | Baden-Württemberg     | 1.022         | 1997                         | eine | L 1193            |
| 77 | Tunnel Rastatt                                   | Baden-Württemberg     | 1.021         | 1992                         | eine | L 77a             |
| 78 | Ruhrschnellweg-Tunnel                            | Nordrhein-Westfalen   | 1.005         | 1970                         | zwei | A 40              |
| 79 | Röhrenbergtunnel Allensbach (seit 2024 in Bau)   | Baden-Württemberg     | 970           | 2030                         | zwei | B 33              |
| 80 | Tunnel Flughafen Tegel                           | Berlin                | 967           | 1979                         | zwei | A 111             |
| 81 | Kreuzstraßentunnel                               | Baden-Württemberg     | 948           | 2011                         | eine | B 14 / B 311      |
| 82 | Emstunnel                                        | Niedersachsen         | 945           | 1969                         | zwei | A 31              |
| 83 | Schützenalleetunnel                              | Baden-Württemberg     | 932           | 2002                         | zwei | B 31              |
| 84 | Grötzinger Tunnel                                | Baden-Württemberg     | 910           | 1999                         | eine | B 10              |

### Geplante Straßentunnel
Die Realisierung folgender Tunnelprojekte gilt als sehr wahrscheinlich. Sofern diese Tunnel gebaut werden, würden sie in diese Liste aufrücken:
- Auerbergtunnel: Länge 1,903 km, zwei Röhren, Teil des vierstreifigen Ausbaus des Abschnitts der Bundesstraße 2 zwischen dem Ende der Bundesautobahn 95 bei Eschenlohe und dem nördlichen Ortseingang von Garmisch-Partenkirchen. Der Tunnel würde die Lücke zwischen dem Autobahnende und dem Tunnel Oberau schließen, Baubeginn 2025, Vorarbeiten ab 2021 (z. B. Sprengungen zur Stabilisierung des Bergs am künftigen Tunneleingang), symbolischer erster Spatenstich erfolgte am 19. August 2021
- Tunnel Drackenstein: Länge 1,67 km, Bundesautobahn 8, der Baubeginn ist für 2027 geplant
- Tunnel Himmelsschleife: Länge 1,17 km, Bundesautobahn 8, der Baubeginn ist für 2027 geplant
- Elbquerung (A 20) zwischen Drochtersen und Glückstadt/Kollmar: Länge 5,671 km, Teil der Verlängerung der Bundesautobahn 20, an der Landesgrenze zwischen Niedersachsen und Schleswig-Holstein, Baubeginn ca. 2025
- Tunnel Helsa: Länge 1,425 km, Bundesautobahn 44, Baubeginn ca. 2027[1]
- Tunnel Gladbeck: Länge 1,49 km, Bundesautobahn 52 / Bundesstraße 224, Baubeginn ca. 2027[2]
- Wanktunnel: Länge 3,517 km, Bundesstraße 2, Ortsumfahrung von Garmisch-Partenkirchen, Ortsteil Partenkirchen, Baubeginn ca. 2027[3]
- Fehmarnsundtunnel: Länge 1,7 km, Bundesstraße 207, Verbindung zwischen dem Festland und der Insel Fehmarn, kombinierter Straßen-  und Eisenbahntunnel, vier Röhren, je zwei für Kraftfahrzeuge und Bahn, Baubeginn ca. 2027[4]
- Freiburger Stadttunnel: Länge 1,703 km (hinzu kommen 837 Meter des bestehenden Schützenalleetunnels, der durch die Maßnahme nach Westen verlängert wird, Gesamt-Tunnellänge dann also 2,54 km), zwei Röhren (vier Fahrstreifen) für die Bundesstraße 31 bzw. Bundesautobahn 860, unter dem Stadtgebiet von Freiburg im Breisgau, Baubeginn ca. 2027[5]
- Tunnel Hamburg-Wilhelmsburg (Deckel Finkenriek): Länge 1,48 km, Bundesautobahn 26, sog. Hafenpassage Hamburg zwischen den Anschlussstellen HH-Wilhelmsburg-Süd (B 75) und HH-Stillhorn (BAB 1)[6][7]
- Rheinufertunnel Nierstein: Länge 1,29 km, Bundesstraße 9[8]
- Schindhaubasistunnel: Länge 2,3 km, Bundesstraße 27, Verkehrsentlastung für Tübingen[9]
- Falkensteigtunnel: Länge 1,6 km, Bundesstraße 31, im Höllental (Schwarzwald)[10]
- Molldiete-Tunnel: Länge 3,6 km, Bundesstraße 32, Ortsumfahrung von Ravensburg[11]
- Frankenschnellweg-Tunnel: Länge 1,8 km, Bundesautobahn 73 bei Nürnberg[12]
- Reichenschwandtunnel:  Länge 2,8 km, Bundesstraße 14, Gemeindegebiet von Reichenschwand (im Bundesverkehrswegeplan 2030 in der Kategorie Vordringlicher Bedarf aufgeführt)
- Tunnel Freudenstadt: Länge 1,475 km, Verbindung zwischen Bundesstraße 28 und Bundesstraße 462[13]
- Talumfahrungstunnel Schramberg: zwei Tunnel mit einer Länge von 1,65 km und 1,16 km, Bundesstraße 462[14]
- Tunnel Wernigerode: Länge 2,3 km, Bundesstraße 244[15]
- Tunnel Röthekopf Bad Säckingen: Länge 2,7 km, Bundesautobahn 98[16]
- Tunnel Spitzbühl: Länge 1,2 km, Bundesautobahn 98[16]
- Tunnel Wehretal: Länge 1,14 km, Bundesautobahn 98[16]
- Tunnel Waldshut: Länge 5,53 km, Bundesautobahn 98[17]
- Tunnel Albbruck: Länge ca. 4,0 km, Bundesautobahn 98[17]
- Rheinspangentunnel A 553 bei Wesseling: Länge 7,9 km, Verbindung zwischen Bundesautobahn 555 und Bundesautobahn 59[18]
- BMW-Tunnel / Hasenbergl-Tunnel München: Länge ca. 3,0 km, Anbindung der Bundesautobahn 92 an die Schleißheimer Straße (München). Der Tunnel soll vor allem der Anbindung des Forschungs- und Innovationszentrums (FIZ) von BMW an die Autobahn dienen.[19]

## Eisenbahntunnel
- Bei mehreren Röhren ist die längste Röhre für die angegebene Tunnellänge maßgebend
- Bei späteren Erweiterungen und Verlängerungen eines Tunnels bezieht sich die Längenangabe auf die Zeit nach der Erweiterung
- Sofern ein Eröffnungstermin (Inbetriebnahme) durch Quellen belegt ist, wird hier nicht das Fertigstellungsjahr, sondern das Eröffnungsjahr genannt

| #  | Tunnel                                  | Bundesland          | Länge (Meter) | Fertig- stellung oder Eröffnung | Bemerkung                                                         |
| -- | --------------------------------------- | ------------------- | ------------- | ------------------------------- | ----------------------------------------------------------------- |
| 1  | Fehmarnbelttunnel (seit 2021 in Bau)    | Schleswig-Holstein  | 17.600        | 2029                            | Bahnstrecke Lübeck–Puttgarden                                     |
| 2  | Landrückentunnel                        | Hessen              | 10.779        | 1988                            | Schnellfahrstrecke Hannover–Würzburg                              |
| 3  | Mündener Tunnel                         | Niedersachsen       | 10.525        | 1991                            | Schnellfahrstrecke Hannover–Würzburg                              |
| 4  | Fildertunnel (seit 2014 in Bau)         | Baden-Württemberg   | 9.468         | 2025                            | Projekt Stuttgart 21                                              |
| 5  | Katzenbergtunnel                        | Baden-Württemberg   | 9.385         | 2012                            | Ausbau- und Neubaustrecke Karlsruhe–Basel                         |
| 6  | Boßlertunnel                            | Baden-Württemberg   | 8.806         | 2022                            | Neubaustrecke Wendlingen–Ulm                                      |
| 7  | Tunnel Bleßberg                         | Thüringen           | 8.326         | 2017                            | Schnellfahrstrecke Nürnberg–Erfurt                                |
| 8  | Albvorlandtunnel                        | Baden-Württemberg   | 8.176         | 2022                            | Neubaustrecke Wendlingen–Ulm                                      |
| 9  | Euerwangtunnel                          | Bayern              | 7.700         | 2006                            | Schnellfahrstrecke Nürnberg–Ingolstadt                            |
| 10 | Tunnel Silberberg                       | Thüringen           | 7.407         | 2017                            | Schnellfahrstrecke Nürnberg–Erfurt                                |
| 11 | Dietershantunnel                        | Hessen              | 7.375         | 1991                            | Schnellfahrstrecke Hannover–Würzburg                              |
| 12 | Irlahülltunnel                          | Bayern              | 7.260         | 2006                            | Schnellfahrstrecke Nürnberg–Ingolstadt                            |
| 13 | Finnetunnel                             | Thüringen           | 6.965         | 2013                            | Neubaustrecke Erfurt–Leipzig/Halle                                |
| 14 | Freudensteintunnel                      | Baden-Württemberg   | 6.824         | 1991                            | Schnellfahrstrecke Mannheim–Stuttgart                             |
| 15 | Bibratunnel                             | Sachsen-Anhalt      | 6.467         | 2012                            | Neubaustrecke Erfurt–Leipzig/Halle                                |
| 16 | Albabstiegstunnel                       | Baden-Württemberg   | 5.940         | 2022                            | Neubaustrecke Wendlingen–Ulm                                      |
| 17 | Tunnel Obertürkheim (seit 2014 in Bau)  | Baden-Württemberg   | 5.730         | 2025                            | Projekt Stuttgart 21                                              |
| 18 | Mühlbergtunnel                          | Bayern              | 5.528         | 1986                            | Schnellfahrstrecke Hannover–Würzburg                              |
| 19 | Hainrodetunnel                          | Hessen              | 5.370         | 1991                            | Schnellfahrstrecke Hannover–Würzburg                              |
| 20 | Pfingstbergtunnel                       | Baden-Württemberg   | 5.360         | 1987                            | Schnellfahrstrecke Mannheim–Stuttgart                             |
| 21 | Rauhebergtunnel                         | Niedersachsen       | 5.210         | 1991                            | Schnellfahrstrecke Hannover–Würzburg                              |
| 22 | Steinbühltunnel                         | Baden-Württemberg   | 4.847         | 2022                            | Neubaustrecke Wendlingen–Ulm                                      |
| 23 | Tunnel Langes Feld                      | Baden-Württemberg   | 4.632         | 1991                            | Schnellfahrstrecke Mannheim–Stuttgart                             |
| 24 | Schulwaldtunnel                         | Hessen              | 4.500         | 2002                            | Schnellfahrstrecke Köln–Rhein/Main                                |
| 25 | Tunnel Rastatt (seit 2016 in Bau)       | Baden-Württemberg   | 4.270         | 2026                            | Ausbau- und Neubaustrecke Karlsruhe–Basel                         |
| 26 | Kaiser-Wilhelm-Tunnel                   | Rheinland-Pfalz     | 4.242         | 1879 2014                       | Moselstrecke 2014 durch zweite Röhre erweitert                    |
| 27 | Flughafentunnel (Köln)                  | Nordrhein-Westfalen | 4.210         | 2004                            | Flughafenschleife Köln                                            |
| 28 | Schlüchterner Tunnel                    | Hessen              | 3.995         | 1914 2011                       | Bahnstrecke Frankfurt–Göttingen 2011 durch zweite Röhre erweitert |
| 29 | Schönraintunnel                         | Bayern              | 3.942         | 1994                            | Nantenbacher Kurve                                                |
| 30 | Kirchheimtunnel                         | Hessen              | 3.820         | 1991                            | Schnellfahrstrecke Hannover–Würzburg                              |
| 31 | Tunnel Eierberge                        | Bayern              | 3.756         | 2017                            | Schnellfahrstrecke Nürnberg–Erfurt                                |
| 32 | Escherbergtunnel                        | Niedersachsen       | 3.687         | 1991                            | Schnellfahrstrecke Hannover–Würzburg                              |
| 33 | Richthoftunnel                          | Hessen              | 3.510         | 1991                            | Schnellfahrstrecke Hannover–Würzburg                              |
| 34 | Tunnel Bad Cannstatt (seit 2013 in Bau) | Baden-Württemberg   | 3.507         | 2025                            | Projekt Stuttgart 21                                              |
| 35 | Tunnel Nord-Süd-Fernbahn                | Berlin              | 3.453         | 2006                            | Nord-Süd-Fernbahn, viergleisige Hauptstrecke                      |
| 36 | Dernbacher Tunnel                       | Rheinland-Pfalz     | 3.305         | 2002                            | Schnellfahrstrecke Köln–Rhein/Main                                |
| 37 | Rollenbergtunnel                        | Baden-Württemberg   | 3.303         | 1991                            | Schnellfahrstrecke Mannheim–Stuttgart                             |
| 38 | Geisbergtunnel                          | Bayern              | 3.289         | 2006                            | Schnellfahrstrecke Nürnberg–Ingolstadt                            |
| 39 | Fahrnauer Tunnel                        | Baden-Württemberg   | 3.169         | 1890                            | Wehratalbahn (nicht mehr in Betrieb)                              |
| 40 | Krähbergtunnel                          | Hessen              | 3.100         | 1882                            | Odenwaldbahn                                                      |
| 41 | Brandleitetunnel                        | Thüringen           | 3.039         | 1884                            | Bahnstrecke Neudietendorf–Ritschenhausen                          |
| 42 | Tunnel Feuerbach (seit 2015 in Bau)     | Baden-Württemberg   | 3.026         | 2025                            | Projekt Stuttgart 21                                              |
| 43 | Fernbahn-Flughafentunnel BER            | Brandenburg         | 3.009         | 2011                            | Bahnstrecke Glasower Damm Ost–Bohnsdorf Süd                       |
| 44 | Kriebergtunnel                          | Niedersachsen       | 2.994         | 1987                            | Schnellfahrstrecke Hannover–Würzburg                              |
| 45 | Tunnel Reitersberg                      | Bayern              | 2.975         | 2016                            | Schnellfahrstrecke Nürnberg–Erfurt                                |
| 46 | Eggetunnel                              | Nordrhein-Westfalen | 2.880         | 2003                            | Bahnstrecke Hamm–Warburg                                          |
| 47 | Schalkenbergtunnel                      | Hessen              | 2.834         | 1991                            | Schnellfahrstrecke Hannover–Würzburg                              |
| 48 | Marksteintunnel                         | Baden-Württemberg   | 2.814         | 1991                            | Schnellfahrstrecke Mannheim–Stuttgart                             |
| 49 | Sengebergtunnel                         | Hessen              | 2.807         | 1991                            | Schnellfahrstrecke Hannover–Würzburg                              |
| 50 | Niedernhausener Tunnel                  | Hessen              | 2.765         | 2002                            | Schnellfahrstrecke Köln–Rhein/Main                                |
| 51 | Wildsbergtunnel                         | Hessen              | 2.708         | 1991                            | Schnellfahrstrecke Hannover–Würzburg                              |
| 52 | Rudersdorfer Tunnel                     | Hessen / NRW        | 2.652         | 1915                            | Dillstrecke                                                       |
| 53 | Falkenbergtunnel                        | Bayern              | 2.623         | 2017                            | Main-Spessart-Bahn                                                |
| 54 | Treiser Tunnel                          | Rheinland-Pfalz     | 2.565         | 1923                            | Rechte Moselstrecke (nicht in Betrieb)                            |
| 55 | Siegauen-Tunnel                         | Nordrhein-Westfalen | 2.502         | 2002                            | Schnellfahrstrecke Köln–Rhein/Main                                |

### Geplante Eisenbahntunnel
Die Realisierung folgender Tunnelprojekte gilt als sehr wahrscheinlich. Sofern diese Tunnel gebaut werden, würden sie in diese Liste aufrücken:
- Rudersdorfer Tunnel: Neubau parallel zum Bestandstunnel aus dem Jahr 1915, Länge: 3,058 km, Baubeginn 2025, Bahnstrecke zwischen Siegen und Haiger[20]
- Fehmarnsundtunnel: Länge 1,7 km, Verbindung zwischen dem Festland und der Insel Fehmarn, kombinierter Straßen- und Eisenbahntunnel, vier Röhren, je zwei für Kraftfahrzeuge und Bahn, Baubeginn ca. 2026[21]
- Pfaffensteigtunnel: Länge 11,3 km, zwischen Böblingen-Goldberg und dem Stuttgart Flughafen Fernbahnhof, zur Anbindung der Bahnstrecke Stuttgart–Horb an den Stuttgarter Flughafen, Ergänzungsprojekt zu Stuttgart 21, Baubeginn 2026, geplante Inbetriebnahme: 2032
- Pegnitztunnel: Länge 7,58 km, zwischen Nürnberg-Höfen und Fürth-Kronach, Nutzung nur für Güterzüge, Baubeginn ca. 2028[22][23]
- Tunnel Offenburg: Länge 11,2 km (Oströhre) und 8,7 km (Weströhre), Teil der Ausbau- und Neubaustrecke Karlsruhe–Basel, Verlauf unter dem Stadtgebiet von Offenburg, Nutzung nur für Güterzüge, Baubeginn ca. 2026[24]
- Erzgebirgstunnel: Länge 30 km, Teil der geplanten Schnellfahrstrecke Dresden–Prag, 18 km liegen auf deutscher Seite, 12 km auf tschechischem Gebiet, Baubeginn zu Beginn der 2030er Jahre[25][26]
- Salachtunnel bei Aßling: Länge 3,7 km,  Brenner-Nordzulauf auf deutscher Seite. Die Fertigstellung ist für 2038 avisiert.[27]
- Innleitentunnel: Länge ca. 8,5 km, nordöstlich und östlich von Rosenheim, Brenner-Nordzulauf auf deutscher Seite. Die Fertigstellung ist für 2042 avisiert.[28][29]
- Sattelbergtunnel: Länge ca. 13,9 km, zwischen Lauterbach (Rohrdorf) und Niederaudorf-Kirnstein, Brenner-Nordzulauf auf deutscher Seite. Die Fertigstellung ist für 2042 avisiert.[28][29]
- Buchbergtunnel: Länge ca. 12,8 km, zwischen Niederaudorf und Kufstein, Brenner-Nordzulauf auf deutscher Seite. Die Fertigstellung ist für 2042 avisiert.[28][29]
- Tunnel Aufenauer Berg, bei Wächtersbach: Länge ca. 6,19 km, Teil der Aus- und Neubaustrecke Hanau–Würzburg/Fulda–Erfurt[30]
- Schönbornkopf-Tunnel, zwischen Bad Soden-Salmünster und Steinau an der Straße: Länge ca. 7,71 km, Teil der Aus- und Neubaustrecke Hanau–Würzburg/Fulda–Erfurt[30]
- Tunnel Ohl, zwischen Niederzell und Schlüchtern: Länge ca. 4,38 km, Teil der Aus- und Neubaustrecke Hanau–Würzburg/Fulda–Erfurt[30]
- Tunnel Huttener Berg, zwischen Schlüchtern und Mittelkalbach: Länge ca. 10,2 km, Teil der Aus- und Neubaustrecke Hanau–Würzburg/Fulda–Erfurt[30][31]
- Fernbahntunnel Frankfurt am Main: Länge ca. 7 km, Planungen um den Hauptbahnhof Frankfurt für Fernzüge von einem Kopfbahnhof in einen Durchgangsbahnhof umzuwandeln, Baubeginn zu Beginn der 2030er Jahre[32][33]
- Tunnel Lampertheim: Länge ca. 15 km, Teil der Neubaustrecke Rhein/Main–Rhein/Neckar, zwischen Einhausen (Hessen) und Mannheim-Blumenau, Planfeststellungsverfahren soll 2025 oder 2026 stattfinden[34]
- Haunetaltunnel zwischen Langenschwarz und Unterhaun: Länge ca. 14,5 km, Teil der Aus- und Neubaustrecke Fulda-Gerstungen[35]
- Tunnel zwischen Bad Hersfeld und Ronshausen: Länge ca. 9,5 km, Teil der Aus- und Neubaustrecke Fulda-Gerstungen[35]
- Kockelsbergtunnel: Länge ca. 3,4 km, Bahnstrecke Berlin–Dresden, zwischen Kottewitz (Priestewitz) und Weinböhla[36]

Projektstudien bzw. Forderungen von Bürgerinitiativen gibt es zu folgenden Tunnel-Vorhaben, deren Realisierung aber sehr unwahrscheinlich ist:
- Wettersteintunnel: Länge ca. 22 km von Garmisch-Partenkirchen bis Telfs-Ost. 10 km würden auf deutscher Seite liegen, der Rest in Österreich. Der Tunnel wäre eine weitere Zulaufstrecke für den Brennerbasistunnel und würde die Fahrtzeit von München nach Innsbruck auf 90 Minuten reduzieren.[37]
- Westerwald-Taunus-Tunnel: Länge ca. 107 bis 118 km, Güterzugtunnel zwischen Sankt Augustin und Wiesbaden; vom BMVI abgelehnt.[38][39]
- Ostsee-Bahntunnel: Länge ca. 97 km, unter der Ostsee zwischen Malmö in Schweden und Stralsund in Deutschland.

## S-Bahn-Tunnel und sonstige Bahntunnel
- Nicht berücksichtigt sind U-Bahn- und Stadtbahn-Tunnel, da hierfür andere Bauvorschriften gelten
- Doppelnennungen im Vergleich zum Abschnitt Eisenbahntunnel sind möglich, wenn der S-Bahn-Tunnel auch von Regional- oder Fernzügen verwendet wird
- bei Abzweigungen im Tunnel (Seitenäste) ist die Gesamtlänge des Tunnels (Gesamtüberdeckung inklusive der Seitenäste) in der separaten Spalte angegeben
- Bei späteren Erweiterungen und Verlängerungen eines Tunnels bezieht sich die Längenangabe auf die Zeit nach der Erweiterung
- Sofern ein Eröffnungstermin (Inbetriebnahme) durch Quellen belegt ist, wird hier nicht das Fertigstellungsjahr, sondern das Eröffnungsjahr genannt

| #  | Tunnel | Bundes- land        | Länge Haupt- strang (Meter) | Länge Totalüber- deckung (Meter) | Fertig- stellung oder Eröffnung | Bemerkung                          |
| -- | --- | ------------------- | --------------------------- | -------------------------------- | ------------------------------- | ---------------------------------- |
| 1  | S-Bahn-Stammstrecken- und Hasenbergtunnel (Stuttgart, Erweiterung seit 2017 in Bau)                                                    | Baden-Württemberg   | 8.788 9.818                 | 10.988                           | 1985 2025                       | Verbindungsbahn / S-Bahn Stuttgart |
| 2  | Tunnel der Zweiten Stammstrecke (seit 2017 in Bau)                                                                                     | Bayern              | 7.008                       |                                  | 2037                            | S-Bahn München                     |
| 3  | City-S-Bahn Hamburg | Hamburg             | 5.752                       |                                  | 1979                            | S-Bahn Hamburg                     |
| 4  | Nord-Süd-Tunnel (Berlin) | Berlin              | 5.656                       | 5.884                            | 1939                            | S-Bahn Berlin                      |
| 5  | City-Tunnel Frankfurt Seiten-Ast Nordmainische S-Bahn (seit 2025 in Bau)                                                               | Hessen              | 5.446                       | 6.361 ca. 7.761                  | 1992 2031                       | S-Bahn Rhein-Main                  |
| 6  | Zugspitztunnel (Nähe Garmisch-Partenkirchen)                                                                                           | Bayern              | 4.466                       |                                  | 1930                            | Zugspitzbahn (Zahnradbahn)         |
| 7  | Harburger S-Bahn-Tunnel | Hamburg             | 4.422                       |                                  | 1983                            | S-Bahn Hamburg                     |
| 8  | Tunnel der Ersten Stammstrecke (München)                                                                                               | Bayern              | 4.343                       |                                  | 1972                            | S-Bahn München                     |
| 9  | Flughafentunnel (Köln) | Nordrhein-Westfalen | 4.210                       |                                  | 2004                            | S-Bahn Köln                        |
| 10 | Tunnel Flughafen (Stuttgart) Verlängerung Filderstadt – Neuhausen (seit 2023 in Bau)                                                   | Baden-Württemberg   | 4.120 4.620                 |                                  | 1993 2028                       | S-Bahn Stuttgart                   |
| 11 | S-Bahn-Flughafentunnel Frankfurt (inklusive der Gateway-Gardens-Erweiterung)                                                           | Hessen              | 2.235 4.034                 |                                  | 1972 2019                       | S-Bahn Rhein-Main                  |
| 12 | City-Tunnel Offenbach | Hessen              | 3.860                       |                                  | 1995                            | S-Bahn Rhein-Main                  |
| 13 | Flughafentunnel München Tunnel-Erweiterung für sog. „Erdinger Ringschluss“                                                             | Bayern              | 1.811 3.367                 |                                  | 1992 2022                       | S-Bahn München                     |
| 14 | City-Tunnel Leipzig | Sachsen             | 3.187                       | 3.645                            | 2013                            | S-Bahn Mitteldeutschland           |
| 15 | S-Bahn-Flughafentunnel Hamburg | Hamburg             | 2.528                       |                                  | 2008                            | S-Bahn Hamburg                     |
| 16 | S-Bahn-Flughafentunnel Berlin | Brandenburg         | 2.425                       |                                  | 2011                            | S-Bahn Berlin                      |
| 17 | S-Bahn-Tunnel Köln-Chorweiler | Nordrhein-Westfalen | 2.238                       |                                  | 1977                            | S-Bahn Köln                        |
| 18 | S-Bahn-Tunnel Köln-Kreuzberg | Nordrhein-Westfalen | 1.992                       |                                  | 1985                            | S-Bahn Köln                        |
| 19 | S-Bahn-Tunnel Ismaning | Bayern              | 1.669                       |                                  | 1992                            | S-Bahn München                     |
| 20 | S-Bahn-Tunnel Unterföhring | Bayern              | 1.426                       |                                  | 2005                            | S-Bahn München                     |
| 21 | S-Bahn-Tunnel Dortmund-Universität | Nordrhein-Westfalen | 1.352                       |                                  | 1983                            | S-Bahn Rhein-Ruhr                  |
| 22 | S-Bahn-Tunnel Dortmund-Lütgendortmund                                                                                                  | Nordrhein-Westfalen | 1.236                       |                                  | 1993                            | S-Bahn Rhein-Ruhr                  |
| 23 | S21 (Berlin), Teilstrecke Nordring – Hauptbahnhof (Erster Bauabschnitt seit 2012 in Bau) Drei Tunnel mit 609, 410 und 190 Metern Länge | Berlin              | 609                         | 1.209                            | 2023                            | S-Bahn Berlin                      |

### Geplante S-Bahn-Tunnel
Folgende S-Bahn-Tunnelprojekte sollen in den kommenden Jahren realisiert werden:
- Tunnel Erding: Länge: 2,295 km (Hauptstrang) bzw. 3,017 km (Totalüberdeckung inkl. Seitenast „Tunnel Wasserturm“ = Anbindung Walpertskirchner Spange), Teil des Projekts Erdinger Ringschluss.[40] Der Baubeginn ist für 2025 geplant, die Fertigstellung für 2030 (Hauptstrang) bzw. 2033 (Seitenast).
- Tunnel für S-Bahn-Anbindung von Terminal 3 des Frankfurter Flughafens: Länge ca. 1,2 km[41]
- Tunnel für die Linie S21 (Berlin): Gesamt-Ausbaulänge nach Realisierung von allen drei geplanten Bauabschnitten: 2,8 km, beginnend (Nordportal) rund 600 Meter nördlich vom Hauptbahnhof Berlin, Südportal auf Höhe vom U-Bahnhof Mendelssohn-Bartholdy-Park; Streckenverlauf: Nordring – Perleberger Brücke – Hauptbahnhof – Potsdamer Platz – U-Bahnhof Gleisdreieck – Bahnhof Berlin Yorckstraße, Fertigstellung des ersten Bauabschnitts von Nordring bis Hauptbahnhof (drei Tunnel mit 609, 410 und 190 Metern Länge): 2023, Fertigstellung der gesamten Strecke: ca. 2035.[42][43][44]
- S-Bahn-Entlastungs-Tunnel von Hamburg Hauptbahnhof nach Hamburg-Altona: Länge ca. 6 km.[45][46]
- (Bisher nur im Vorplanungsstadium:) Tunnel Englschalking: Länge ca. 3 km zwischen München-Daglfing und München-Johanneskirchen, Teil des viergleisigen Ausbaus der S-Bahn-Strecke zum Flughafen München.[47]
- (Bisher nur im Vorplanungsstadium:) Zweiter Leipziger City-Tunnel (Ost-West-Röhre): Länge ca. 7 km.[48][49]

## Anmerkung
1. ↑  Der Tunnel der S-Bahn-Stammstrecke Stuttgart teilt sich in folgende Teilabschnitte ein:
  - Hasenbergtunnel: Österfeld – Schwabstraße, Länge: 5.625 m
  - Abschnitt Schwabstraße – Hauptbahnhof, 3.163 m (davon 119 Meter, die ab Fertigstellung der Verlängerung zurückgebaut werden)
  - Abschnitt Hauptbahnhof – Mittnachtstraße, 1.149 m
  - Bahnhofstrog Mittnachtstraße, 262 m
  - Rosensteintunnel: Mittnachtstraße – Neckarbrücke, 1170 m

Der Abschnitt vom Hauptbahnhof bis zur Neckarbrücke bzw. bis Bahnhof Stuttgart Nord ist eine Verlängerung des Bestandstunnels der Verbindungsbahn (8788 Meter) im Rahmen des Projekts Stuttgart 21 und befindet sich derzeit in Bau. Auf dem in Bau befindlichen Abschnitt geht der vom Hauptbahnhof kommende Tunnel am Bahnhof Stuttgart Mittnachtstraße in einen Trog über. Nordöstlich an die Station schließt sich dann der S-Bahn-Tunnel Rosenstein mit einer Länge von 1.170 Metern an. Aufgrund dessen, dass der Tunnel durch den Trog an der Station Mittnachtstraße unterbrochen ist, wird in dieser Liste nur der Abschnitt Österfeld – Mittnachtstraße (= 9.818 Meter) als eigenständiger Tunnel betrachtet. Diese Länge des Hauptstrangs ergibt sich aus der Addition von 5625 m + 3163 m + 1149 m, abzüglich 119 m = 9818 m. Denn das Ende des bisherigen Tunnels der Verbindungsbahn (kurz hinter dem Hauptbahnhof endender Bestandstunnel vor Realisierung des Projekts Stuttgart 21) befindet sich bei Streckenkilometer −0,498. Die Anbindung des neuen Tunnels in Richtung der neuen Station Mittnachtstraße erfolgt bei Streckenkilometer −0,379, so dass für die Berechnung der Hauptstrang-Länge die Differenz aus 498 und 379 abzuziehen ist. Zusammen mit dem S-Bahn-Tunnel Rosenstein ergibt sich eine Gesamt-Tunnelstrecke von 9.818 + 1.170 = 10.988 Meter. Für die Längenangaben wurden hier die Baufortschritts-Angaben der Deutschen Bahn sowie die Planfeststellungsunterlagen zu Stuttgart 21 (Abschnitt 1.5) herangezogen.